# Vellmar
Vellmar é um município da Alemanha, situado no distrito de Kassel, no estado de Hesse. Tem 13,97 km² de área, e sua população em 2019 foi estimada em 18.207 habitantes.